# 箕浦輝幸
箕浦 輝幸（みのうら てるゆき、1943年10月5日 - ）は、日本の経営者。ダイハツ工業社長を務めた。

## 経歴
兵庫県出身。六甲高等学校を経て、1967年に慶應義塾大学商学部を卒業し、同年にトヨタ自動車工業に入社。
2003年に専務に就任し、2004年にダイハツ工業副社長に就任し、翌年6月には社長に昇格した。2010年にはトヨタ紡織会長に就任。
2012年11月に藍綬褒章を受章。